# Leptosema anomalum
Leptosema anomalum är en ärtväxtart som först beskrevs av Alfred James Ewart och Alexander Morrison, och fick sitt nu gällande namn av Michael Douglas Crisp. Leptosema anomalum ingår i släktet Leptosema och familjen ärtväxter. Inga underarter finns listade i Catalogue of Life.